# José Ramón Soroiz
José Ramón Soroiz Ormazabal (n. Legorreta, Guipúzcoa, 24 de febrero de 1951) es un actor español. Es uno de los actores de televisión y teatro más populares y experimentados del País Vasco.

## Biografía
Ramón Soroiz ha desempeñado la mayor parte de su trayectoria en series de la ETB, donde destacó en Bi eta bat. Protagonizó varias de sus producciones y obras tanto en euskera como en castellano. También trabajó en la coproducción cubano-española Maité en 1994. También destaca su papel de Txato en Patria (2020), producción de HBO basada en el 'best seller' de Fernando Aramburu del mismo nombre.
Ha aparecido en varias películas y cortometrajes, entre ellas, Vacas (1991) de Julio Médem y Loreak (2014) de Jon Garaño y Jose Mari Goenaga. 
Durante su trayectoria como actor ha realizado presentaciones en diversos escenarios teatrales y culturales y centros de formación, entre ellos, el teatro Arriaga, teatro Bretón de los Herreros, Almeria Teatre y la Escuela Navarra de Teatro, entre otros.
Es cuñado del político socialista español Juan Mari Jáuregui, asesinado por ETA en el 2000.

## Filmografía
Todas las producciones de José Ramón Soroiz:

### Películas
- 2020: Begia begi truk (cortometraje)
- 2020: Eskuminak (cortometraje)
- 2016: Hileta
- 2015: Amama
- 2014: Loreak
- 2006: Kutsidazu bidea, Ixabel
- 2002: El final de la noche
- 1999: 40 ezetz
- 1998: Sí, quiero...
- 1998: Pase negro
- 1994: Maité
- 1991: Offeko maitasuna
- 1991: Vacas
- 1991: Aquel mundo de Jon
- 1989: El anónimo... ¡vaya papelón!
- 1989: Ke arteko egunak
- 1988: Karlistadaren kronika 1872-1876
- 1987: A los cuatro vientos
- 1987: Lauaxeta
- 1986: Petit casino
- 1986: Crónica de la Guerra Carlista
- 1984: Tasio
- 1978: Balantzatxoa

### Televisión
- 2021: Irabazi arte[10]
- 2020: Altsasu
- 2020: Patria
- 2012: Bi eta bat
- 2003-08: Martin
- 2001: Kilker Dema
- 2001: Policías, en el corazón de la calle
- 1999: Ertzainak
- 1998: Maité
- 1998: Pedro I el Cruel
- 1997: Jaun ta jabe
- 1994: Goenkale
- 1991-92: Bertan Zoro
- 1991: Bi eta bat
- 1990: Taller Mecánico
- 1988: Del Miño al Bidasoa
- 1984-87: Bai Horixe

### Teatro
- 2020: Tramankuluak[2]
- 2017: Último tren a Treblinka.[11]
- 2015: Erdibana[1]
- 2009: Aitarekin Bidaian
- 2007: Somer Jaunaren Istorioa
- 2007: Aventura en el teatro
- 2005: Nasdrovia Chejov
- 2001: Muerte accidental de un anarquista
- 2000: El pianista del océano
- 1998: Agur Eire... agur
- 1998: Dakota
- 1996: Florido Pensil
- 1993: La cacatúa verde
- 1986: Eclipse
- 1985: El ascensor se ha bloqueado
- 1984: Gure herria